# Hantos
Hantos é um município da Hungria, situado no condado de Fejér. Tem 36,96 km² de área e sua população em 2015 foi estimada em 977 habitantes.